# Daviot (Aberdeenshire)
Pour les articles homonymes, voir Daviot.
Daviot est un village situé dans l'Aberdeenshire, en Écosse.